# Libra chipriota
La libra chipriota (en griego κυπριακή λίρα, kipriakí lira, o, simplemente, λίρα, lira; en turco Kıbrıs lirası o, simplemente, lira) fue la moneda oficial de Chipre hasta el 31 de diciembre de 2007. El código ISO 4217 es CYP, y su abreviatura es £C. Estaba dividida en 100 céntimos. También es conocida como lira chipriota, por el nombre que recibe en las dos lenguas oficiales de la isla.
El 1 de enero de 2008, Chipre pasó a adoptar el euro como su nueva moneda.

## Historia
Los británicos introdujeron el sistema de la libra en Chipre en 1879 con una tasa de cambio de 1 CYP = 180 piastras turcas. Hasta 1972 se mantuvo con una paridad fija respecto a la libra esterlina, y al principio se dividía en 20 chelines (σελίνι/σελίνια, şilin). El chelín se dividía en 9 piastras (γρόσι/γρόσια, kuruş). A su vez la piastra se dividía en 40 para. Esta última denominación nunca llegó a utilizarse en monedas o billetes, pero sí en los sellos de correos.
En 1955, Chipre adoptó el sistema decimal, dividiendo la libra en 1000 mils (μιλς, mil). De forma coloquial, la moneda de 5 mils era conocida como "piastra" (aunque no valía lo mismo), y la de 50 mils como "chelín" (que sí valía lo mismo). La división se cambió a 100 céntimos (σεντ, sent) el 3 de octubre de 1983. Durante este tiempo, la moneda más pequeña en circulación fue la de 5 mils, que se redenominó como ½ céntimo, sin embargo pronto se desmonetizó. 

### Euro
El 2 de mayo de 2005, la libra ingresó en el MTC II, el mecanismo de tipos de cambio de la Unión Europea, con un tipo de cambio de 0,585274 libras chipriotas = 1 euro con una banda de fluctuación de ± 15%.
El 16 de mayo de 2007, la Comisión Europea propuso la entrada de Chipre en la zona del euro. El 21 de junio de 2007, los jefes de Estado y de Gobierno de la Unión Europea aprobaron dicha incorporación. Finalmente, el 10 de julio de 2007, el Consejo de Asuntos Económicos y Financieros de la UE (ECOFIN) dio luz verde a la incorporación de Chipre a la zona del euro y estableció el tipo de cambio irrevocable en 0,585274 libras chipriotas = 1 euro.
El 1 de enero de 2008, Chipre pasó a adoptar el euro como su nueva moneda.
Los billetes y monedas denominados en libras siguieron teniendo curso legal y fueron aceptados como medio de pago hasta el 31 de enero de 2008. Las libras se pudieron cambiar sin coste alguno en cualquier entidad bancaria hasta el 30 de junio de 2008. Después de esta fecha, las monedas solo pudieron cambiarse en el Banco Central de Chipre hasta el 31 de diciembre de 2009 y los billetes hasta el 31 de diciembre de 2017.

## Monedas

### Series predecimales
Antes de 1955, una libra se dividía en 20 chelines, y cada chelín en 9 piastras. En 1879, se introdujeron las primeras monedas de cobre en denominaciones de ¼, ½ y 1 piastra. Los habitantes grecochipriotas llamaron a la moneda de ¼ piastra δεκάρα (del griego, deka) en referencia a su equivalencia de 10 para. La moneda de ½ piastra era conocida como εικοσάρα (del griego, ikosi, que significa veinte).
En 1901 a estas monedas les siguieron otras nuevas de plata de 3, 4½, 9 y 18 piastras; las dos últimas eran iguales a las monedas de 1 y 2 chelines. Las monedas de 3 piastras solo se acuñaron ese año. La última emisión de monedas de ¼ piastra fue en 1926. En 1934, se introdujo una moneda lobulada de ½ y 1 piastra de cuproníquel, que cambiaron al bronce en 1942. En 1947, las monedas de 1 y 2 chelines de cuproníquel sustituyeron a las monedas de plata. La última emisión de monedas denominadas en piastras y chelines fue en 1949.

### Series decimales

#### Mils

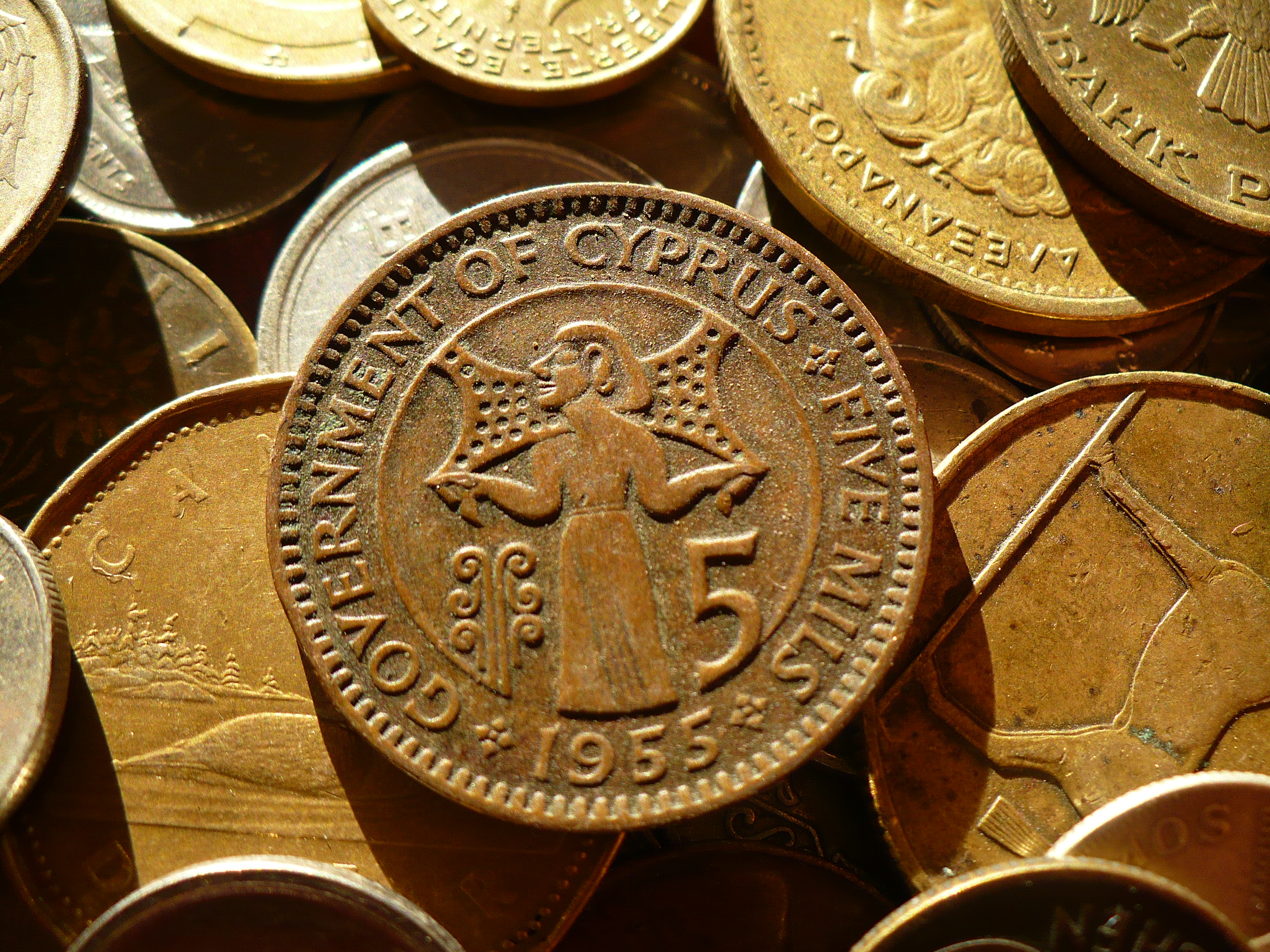
5 mils 1955

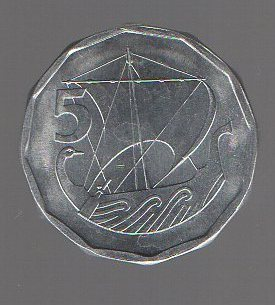
5 mils 1982

En 1955, Chipre decimalizó la libra dividiéndola en 1000 mils. El mismo año se introdujeron monedas de 3, 5, 10, 25, 50 y 100 mils. Las denominaciones más bajas estaban acuñadas en bronce y las demás en cuproníquel. En 1963 se introdujo una moneda dodecagonal de aluminio de 1 mil. Finalmente en 1981 se introdujo un nuevo tipo de 5 mils dodecagonal, también de aluminio.

#### Céntimos
En 1983, se introdujo un nuevo cono monetario que incluía denominaciones de ½, 1, 2, 5, 10 y 20 céntimos, siendo la moneda de ½ céntimo del mismo tamaño y composición que la anterior moneda de 5 mils. Su único año de acuñación fue en 1983. El resto de monedas se acuñó en bronce-aluminio. En 1991, se añadió una nueva moneda heptagonal de cuproníquel de 50 céntimos.
| Imagen | Denominación | Emisión             | Metal    | Diámetro (mm.) | Peso (gr.) | Canto    | Anverso                                                    | Reverso                                                                                                |
| ------ | ------------ | ------------------- | -------- | -------------- | ---------- | -------- | ---------------------------------------------------------- | --- |
|        | 1 Céntimo    | 1983-2007           | Cu+Al+Ni | 16,50          | 2,00       | Liso     | Escudo de Chipre - CYPRUS·ΚΥΠΡΟΣ·KIBRIS - año de acuñación | 1 - Ave procedente de vasija de la época arcaica                                                       |
|        | 2 Céntimos   | 1983-2007           | Cu+Al+Ni | 19,00          | 2,50       | Liso     | Escudo de Chipre - CYPRUS·ΚΥΠΡΟΣ·KIBRIS - año de acuñación | 2 - Cabras procedentes de un cuenco del siglo XIII a. C.                                               |
|        | 5 Céntimos   | 1983-2007           | Cu+Al+Ni | 22,00          | 3,75       | Liso     | Escudo de Chipre - CYPRUS·ΚΥΠΡΟΣ·KIBRIS - año de acuñación | 5 - Toro procedente de un cuenco de plata del siglo XIV a. C.                                          |
|        | 10 Céntimos  | 1983-2007           | Cu+Al+Ni | 24,50          | 5,50       | Estriado | Escudo de Chipre - CYPRUS·ΚΥΠΡΟΣ·KIBRIS - año de acuñación | 10 - Asas de un ánfora con forma de ave                                                                |
|        | 20 Céntimos  | 1983-1988 1989-2007 | Cu+Al+Ni | 27,25          | 7,75       | Estriado | Escudo de Chipre - CYPRUS·ΚΥΠΡΟΣ·KIBRIS - año de acuñación | 20 - Curruca ursulada sobre rama de olivo 20 - Zenón de Citio                                          |
|        | 50 Céntimos  | 1991-2007           | Cu+Ni    | 26,00          | 7,00       | Liso     | Escudo de Chipre - CYPRUS·ΚΥΠΡΟΣ·KIBRIS - año de acuñación | 50 - Diseño de moneda chipriota del siglo IV a. C. que representa el rapto de Europa por parte de Zeus |

## Billetes

### Series predecimales
En 1914, el gobierno emitió billetes de emergencia en denominaciones de 10 chelines, 1 y 5 libras. Las series regulares se empezaron a emitir desde 1917 en adelante. Ese mismo año se introdujeron billetes de 5 y 10 chelines, 1 y 10 libras, y en 1920 denominaciones de 1 y 2 chelines, y 5 libras en 1926. Las denominaciones por debajo de 10 chelines no se emitieron a partir de 1920, sin embargo se reintrodujeron en 1939, como por ejemplo un billete de 3 piastras emitido entre 1943 y 1944. Los billetes de 1 y 2 chelines fueron sustituidos por nuevas monedas en 1947.

### Series decimales

#### Mils
En 1955, los billetes de 5 y 10 chelines fueron sustituidos por billetes de 250 y 500 mils. El Banco Central de Chipre asumió las competencias para emitir papel moneda en 1964, e introdujo billetes de 10 libras en 1977. La producción de billetes de 250 mils cesó en 1982, poco tiempo después de introducirse el céntimo.

#### Céntimos
En 1983, las monedas de 50 céntimos sustituyeron a los billetes de 500 mils, añadiéndose los billetes de 20 libras en 1992. La última serie de billetes de curso legal son las denominaciones que a continuación se detallan:
| Imagen del anverso | Imagen del reverso | Denominación | Color predominante | Dimensiones | Anverso | Reverso |
| ------------------ | ------------------ | ------------ | ------------------ | ----------- | --- | --- |
|                    |                    | 1 Libra      | Marrón             | 140 x 68 mm | £1 - Mujer chipriota con traje regional - ΜΙΑ ΛΙΡΑ - BİR LİRA - Escudo de Chipre - ΚΕΝΤΡΙΚΗ ΤΡΑΠΕΖΑ ΤΗΣ ΚΥΠΡΟΥ - KIBRIS MERKEZ BANKASI                                    | £1 - ONE POUND - Villa de Kato Drys - Cántaros y bordado - CENTRAL BANK OF CYPRUS                                                                    |
|                    |                    | 5 Libras     | Violeta            | 148 x 72 mm | £5 - Cabeza de hombre en caliza del siglo V a. C. encontrada en Potamia - ΠΕΝΤΕ ΛΙΡΕΣ - BEŞ LİRA - Escudo de Chipre - ΚΕΝΤΡΙΚΗ ΤΡΑΠΕΖΑ ΤΗΣ ΚΥΠΡΟΥ - KIBRIS MERKEZ BANKASI | £5 - FIVE POUNDS - Iglesia y mezquita de Peristerona - CENTRAL BANK OF CYPRUS                                                                        |
|                    |                    | 10 Libras    | Verde              | 156 x 76 mm | £10 - Cabeza de mármol de la diosa Artemisa encontrada en Paphos - ΔΕΚΑ ΛΙΡΕΣ - ON LİRA - Escudo de Chipre - ΚΕΝΤΡΙΚΗ ΤΡΑΠΕΖΑ ΤΗΣ ΚΥΠΡΟΥ - KIBRIS MERKEZ BANKASI          | £10 - TEN POUNDS - Sylvia melanotharax, tortuga verde, Mariposa azul de Paphos, muflón, tulipán chipriota, Cyclamen cyprium - CENTRAL BANK OF CYPRUS |
|                    |                    | 20 Libras    | Azul               | 164 x 80 mm | £20 - Busto de la diosa Afrodita encontrada en Soloi - ΕΙΚΟΣΙ ΛΙΡΕΣ - YİRMİ LİRA - Escudo de Chipre - ΚΕΝΤΡΙΚΗ ΤΡΑΠΕΖΑ ΤΗΣ ΚΥΠΡΟΥ - KIBRIS MERKEZ BANKASI                 | £20 - TWENTY POUNDS - Barco de Kyrenia - Roca de Afrodita (Petra to romiou) - CENTRAL BANK OF CYPRUS                                                 |